# 法兰西岛快速有轨电车12号线
埃夫里-马西轻轨（法語：Tram-train Évry - Massy），又称南部快速电车（Tram Express Sud），是法国巴黎南部远郊一条计划中的轻轨路线，属于法兰西岛远郊铁路Transilien。将连接南部的马西-帕莱索站（Massy - Palaiseau）和东南部的埃夫里-库尔库罗讷站。

## 概述
埃夫里-马西轻轨源于早先的"南环线"计划（Tangentielle Sud），该南环线被设计为连接巴黎西南远郊几个交通枢纽点，从西边的凡尔赛直到东边的默伦，马西和埃夫里也包含在其中。该计划包含多项内容，包括修改路轨走向，兴建维修车厂，车库，车辆调度中心，新建一段7公里的铁路隧道，新建两个新车站，在所有车站加装残障人士设施，移除所有的平交道口等.
南环线曾被写入国家地方七年合同计划当中，不过由于预计耗资过高（达到10亿欧元），并且客流需求较低，最终于2006年被放弃。不过，法蘭西島運輸聯合會（Syndicat des transports d'Île-de-France，STIF）随后提出一个低成本的中低运量方案，即眼下的轻轨方案，仅连接埃夫里和马西。修改后的轻轨将行走C线C8分支（瑞维西站-马西-凡尔赛）的东段（瑞维西-马西）。轻轨投入使用后，法国国家铁路公司（SNCF）将把C8分支从C线路网中移除，但路轨仍将保留。届时C2与C8的路轨将合并。不过亦有人提议让轻轨完全连接瑞维西、马西和凡尔赛，而瑞维西以东直至埃夫里的部分另外独立成一条路面电车线。
该轻轨计划已于2008年2月释出其“对象与主要特性文件”（dossier d'objectifs et de caractéristiques principales），后于2009年5月25日至7月3日进行了协商，2010年初发布了线路资讯，2012年正式动工兴建，预计2017年正式通车。
通车后的轻轨长20.7公里，西段的10.1公里使用现有的路轨，东段的10.6公里则为电车路。轻轨由SNCF运营，每日从凌晨5时直至午夜，通车后将有21辆列车投入运行，走毕全程需要32分钟。高峰期，列车重联，10分钟一班车，非高峰期则采用单组列车，15分钟一班车。

## 车站列表
|  |   |  | 车站                                   | 途经城镇                     | 转乘其他列车 |
|  | - |  | -------------------------------------- | ---------------------------- | ------------ |
|  | o |  | 埃夫里 Évry-Centre                     | 埃夫里 库尔库罗讷            | [T] · (D)    |
|  | o |  | 德卢夫里耶 Delouvrier                  | 库尔库罗讷                   |              |
|  | o |  | 莫奈 Monnet                            | 库尔库罗讷                   |              |
|  | o |  | 库瓦扎 Croizat                         | 里斯-奥朗日斯 库尔库罗讷     |              |
|  | o |  | 格里尼 ZAC Grigny ZAC                  | 格里尼                       |              |
|  | o |  | 维里-沙蒂永 Viry-Châtillon             | 维里-沙蒂永 格里尼           |              |
|  | o |  | 维里-奥尔日河坡 Viry-Coteaux de l'Orge | 奥尔日河畔莫尔桑 维里-沙蒂永 |              |
|  | o |  | 莫尔桑 Morsang                         | 奥尔日河畔莫尔桑             |              |
|  | o |  | 奥尔日河畔埃皮奈 Épinay-sur-Orge       | 奥尔日河畔埃皮奈             | [T] · (C)    |
|  | o |  | 小谷 Petit Vaux                        | 奥尔日河畔埃皮奈             |              |
|  | o |  | 格拉维尼-巴利济 Gravigny — Balizy      | 隆瑞莫                       |              |
|  | o |  | 希伊马扎兰 Chilly-Mazarin              | 希伊马扎兰                   |              |
|  | o |  | 隆瑞莫 Longjumeau                      | 隆瑞莫                       |              |
|  | o |  | 马西-帕莱索 Massy — Palaiseau          | 马西 帕莱索                  | TGV          |

## 使用车型
北环轻轨将使用Alstom Citadis Dualis列车，为路面电车阿爾斯通Citadis的轻轨铁路版，长42米，宽2.65米，最高时速可达100公里，具有强劲的加速性能，可攀爬65‰的坡度。车底板高38厘米，方便残障人士上落车，一组列车可运载250人，还可根据交通流量进行重联。另外，车内还配备了冷风设备和行车音视讯系统。

## 未来计划
未来几年内，如果资金充裕，该轻轨可以一直向西延长直至凡尔赛。